# Bruno Assis
Bruno Assis de Oliveira (Barra Mansa-RJ, 25 de outubro de 1977) é um ex-jogador de futsal, que jogava como ala.
Ganhou fama jogando pela equipe de Barra Mansa, undecacampeã da Copa Rio Sul de Futsal, onde teve participação em todos os 11 títulos conquistados pela equipe barramansense. Com mais de 300 gols na competição, é o maior artilheiro da história da Copa Rio Sul de Futsal, e por isso, considerado o maior nome da história da competição, que é o maior torneio desta modalidade esportiva do interior do estado do Rio de Janeiro.

## Carreira
Em 1995, Bruno Assis estreou na Copa Rio Sul de Futsal atuando por Barra do Piraí, ajudando a equipe a conquistar o primeiro título. No ano seguinte, ainda jogando por Barra do Piraí, chegou à final novamente, mas acabou perdendo.
Após esta edição do torneio, Bruno recebeu um convite do Furias Caracas para disputar o Campeonato Nacional de Futsal da Venezuela. Depois de 45 dias na Venezuela, Bruno foi contratado pelo Vasco da Gama. Segundo o próprio, "mesmo com idade de juvenil eu já participava da equipe adulta e com promessa de assinar com o clube para ir para o campo em janeiro de 1997". Porém, uma grave trombose na perna esquerda o impossibilitou de atuar na equipe.
| “ | “Depois que fui diagnosticado com trombose comecei um severo tratamento e optei em ficar jogando apenas futsal na minha cidade (Barra Mansa). Consegui superar este obstáculo pelo amor que tenho em jogar.” | ” |

Como não foi contratado pelo Vasco da Gama, Bruno foi jogar Futsal na equipe de Barra Mansa, onde conquistaria, de 1997 a 2007, 10 títulos da Copa Rio Sul de Futsal.
Em 2014, disputou pela última vez a competição, e se aposentou. Graduado em Educação Física, ele foi técnico da equipe de Barra Mansa nos dois anos seguintes.
Em 2016, ele se candidatou a vereador de Barra Mansa pelo PTN.
Em 2017, depois de 2 anos atuando como técnico da equipe de futsal de Barra Mansa, Bruno Assis disputou mais uma Copa Copa Rio Sul de Futsal, aos 39 anos de idade. Ele fez um dos gols da final, e ajudou a equipe a conquistar pela 11a vez o título da competição. Em 25 edições do torneio, esta foi a 16a final que ele disputou.

## Conquistas e Honrarias

### Jogando por Barra do Piraí
- Campeão da Copa Rio Sul de Futsal - 1995[8]

### Jogando por Barra Mansa
- 11x Campeão Copa Rio Sul de Futsal - 1997, 1998, 1999, 2000, 2001, 2002, 2003, 2004, 2006, 2007[8], 2017[11]

### Artilharias
- 1998 - Copa Rio Su de Futsal: 32 gols
- 1999 - Copa Rio Su de Futsal: 40 gols

### Honrarias
- Maior artilheiro da história da Copa Rio Sul de Futsal[8]
- 2015 - Medalha de Mérito Esportivo Mário Pasquineli[13]